# Elchniederung
Die Elchniederung (früher einfach nur Niederung oder Tilsiter Niederung, russisch Лосиная долина Lossinaja dolina) ist eine von Flüssen und Kanälen durchzogene Niederungslandschaft im Grenzgebiet zwischen Russland (Oblast Kaliningrad) und Litauen. Nach diesem Gebiet war 1938 bis 1945 auch der Landkreis Elchniederung benannt.

## Geografie
Nördlich wird die Elchniederung von der Memel begrenzt, im Westen vom Kurischen Haff, im Süden vom Großen Moosbruch. Die Niederung ist alluvialen Ursprungs und damit geologisch betrachtet sehr jung. Die Gegend ist dünn besiedelt, größere Ortschaften sind Slawsk (ehem. Heinrichswalde), Bolschakowo (ehem. Groß Skaisgirren) und Jasnoje (ehem. Kuckerneese bzw. Kaukehmen).
Landschaftlich gliedert sich das Memeldelta in vier Bereiche:
- Lehmgebiet, der hochliegende Teil mit dem Baumwald
- Bruchwaldgebiet, die tiefliegende Niederung
- Kurische Nehrung mit dem Haff
- Moorgebiete, Anschluss an das Große Moosbruch.

Als Elchwald wird die tiefe Niederung, die dem Kurischen Haff vorgelagert ist, bezeichnet. Hier waren bis nach dem Zweiten Weltkrieg in den Erlenbruchwäldern und Mooren Elche anzutreffen.

## Verkehr
Durch die Elchniederung führt als Binnenschifffahrtsweg zwischen Pregel und Memel die Matrossowka (Gilgestrom). Alle größeren Orte sind durch Landstraßen miteinander verbunden, wichtigster Verkehrsträger sind Überlandbusse. Die Bahnstrecke Kaliningrad–Sowetsk führt von Kaliningrad (Königsberg) über Polessk (Labiau) und Slawsk (Heinrichswalde) nach Sowetsk (Tilsit); von 1902 bis in den Zweiten Weltkrieg gab es auch eine Schmalspurbahn mit zwei Streckenästen, die Elchniederungsbahn.

## Geschichte
Die Besiedlung ist erst im vergangenen Jahrtausend erfolgt. Dieses geschah von den höheren Randlagen und vom Wasser – dem Kurischen Haff – aus. Die Kolonisierung im 18. und 17. Jahrhundert ging einher mit Wasserbau- und Meliorationsmaßnahmen. Nach dem Zweiten Weltkrieg verfielen diese Entwässerungssysteme zunehmend. Dies lag zum einen an der fehlenden Erfahrung und Ausbildung der neuen Bewohner, zum anderen erwiesen sich die in der Sowjetunion eingesetzten schweren landwirtschaftlichen Geräte häufig als ungeeignet für die hier vorkommenden Böden – viele Entwässerungsrohre wurden beschädigt und beim Pflügen herausgerissen. Da in der Breschnew-Ära eine großflächige Kolchoswirtschaft angestrebt wurde, wurden ganze Dörfer geschleift, dem Erdboden gleichgemacht und sind völlig verschwunden. Landflucht und Versumpfung der in den letzten 200 Jahren trockengelegten Landflächen waren im heutigen Rajon Slawsk die Folge.